# Javier Téllez

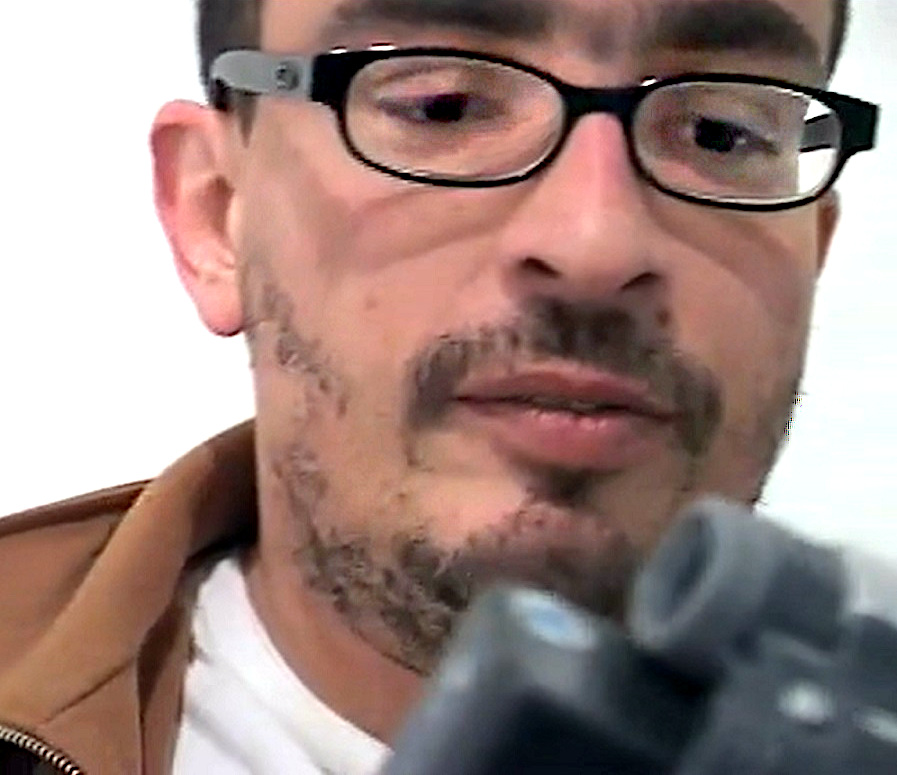
Javier Téllez im Jahr 2009

Javier Téllez (* 22. Februar 1969 in Valencia, Venezuela) ist ein venezolanischer Künstler und Filmemacher.

## Leben und Werk
Téllez wurde als jüngster von drei Söhnen von Teresa Miranda Pacheco und Pedro Téllez Carrasco, eines gebildeten und kunstfreundlichen Psychiaterehepaares geboren, dem nachgesagt wurde, eine der größten Bibliotheken der Stadt zu besitzen. Es wird berichtet, dass Javier Téllez bereits als Kind in der elterlichen Praxis an Therapiesitzungen mit Patienten teilnahm. So wurde schon früh sein Interesse für psychische Erkrankungen, der Welt des Wahnsinns und die Spannung zwischen Normal und Anderssein geweckt. Zugleich wurde er von seinen Eltern in die geistige Welt der Bücher eingeführt.
Téllez studierte von 1984 bis 1986 an der Escuela de Artes Plasticas Arturo Michelena (Hochschule für Bildende Künste Arturo Michelena) in seiner Heimatstadt. 1987 wechselte er an die Escuela de Cine der Universidad de Carabobo und besuchte Kurse an der privaten Escuela Nacional de Cine y TV de Caracas (Nationale Schule für Film und Fernsehen).1986 hatte er eine erste Ausstellung in Venezuela (Galerie Gabriel Bracho, Caracas), er erhielt verschiedene Stipendien und Kunstpreisen, unter anderem den Premio UC en el XIV Salón Aragua (Museo de Arte de Maracay). Er fertigte Zeichnungen und malte in Acryl auf Leinwand, öffnete sich aber zunehmend dreidimensionalen Arbeiten, Fotografien und Videofilmen. 1993 erhielt er ein Stipendium für ausländische Künstler (Foreign Artists Studio Programme) von der venezolanischen Calara-Stiftung und dem Institute for Contemporary Art MoMA PS1 in New York.
Im Museo de Bellas Artes de Caracas zeigte Téllez 1996 Porträtfotografien unter dem Titel „La extracción de la piedra de la locura“ (Die Extraktion des Steins der Verrücktheit), die sich auf ein gleichnamiges zwischen 1475 und 1480 entstandenes Gemälde von Hieronymus Bosch bezogen. In den Arbeiten bezog Téllez die Erinnerungen an die düstere Atmosphäre der Psychiatrischen Klinik Barbula (Psiquiátrico de Bárbula) in Valencia ein, in der sein Vater arbeitete. Für die documenta 13 entstand „La Conquista De México“ (2012). Der Film geht auf die aufgezeichneten Erlebnisse der Mexikoreise des französischen Dichters, Dramatikers, Theaterregisseurs und Stückeschreibers Antonin Artaud 1934 zurück.

## Filme
- Oedipus Marshal, 2006. Ein-Kanal-Video, Super 16-mm-Film übertragen auf BluRay, Farbe, Ton, 30 Min. Im Auftrag des Aspen Art Museum;
- Letter on the Blind, For the Use of Those Who See, 2007. Super 16-mm-Film übertragen auf HD-Video, schwarz-weiß, 5.1 Digital Dolby Surround, 27,36 Min.
- Caligari und der Schlafwandler, 2008. Super 16-mm-Film übertragen auf HD-Video, schwarz-weiß, 5.1 Digital Dolby Surround, 27,07 Min.

## Ausstellungen
- 2010 Museu Calouste Gulbenkian, Lissabon
- 2009 Kunstverein Braunschweig
- 2006 Aspen Art Museum
- 2011 Biennale de Lyon
- 2008 Biennale of Sydney, Manifesta 7 und Whitney Biennial